# Gălăbnik
Gălăbnik (bulgariska: Гълъбник) är ett distrikt i Bulgarien.   Det ligger i kommunen Obsjtina Radomir och regionen Pernik, i den västra delen av landet, 40 km sydväst om huvudstaden Sofia.